# Кашия, Шота
Шота Кашия (груз. შოთა კაშია; 22 октября 1984, Тбилиси, СССР) — грузинский футболист, защитник. Брат Гурама Кашия.

## Биография
Профессиональную карьеру начинал в тбилисском «Динамо», за которое выступал с сезона 2003/04. Некоторое время был одноклубником своего младшего брата Гурама, который затем уехал играть за границу. В 2010 году был отдан в аренду на полгода в «Спартак-Цхинвали», после чего ненадолго вернулся в «Динамо». За годы проведённые в тбилисском клубе сыграл более 100 матчей в чемпионате Грузии и дважды стал чемпионом страны. В начале 2012 года перешёл в другой грузинский клуб «Дила», с которым выиграл Кубок Грузии. Зимой 2013 года подписал контракт с клубом «Чихура».

## Личная жизнь
Его младший брат Гурам (р. 1987) также профессиональный футболист, игрок сборной Грузии.

## Достижения
«Динамо» Тбилиси
- Чемпион Грузии (2): 2004/2005, 2007/2008

«Дила»
- Обладатель Кубка Грузии: 2011/2012